# Günter Pfitzmann
Günter Pfitzmann (Berlijn, 8 april 1924 – Berlijn, 30 mei 2003) was een Duitse (stem)acteur en cabaretier.

## Biografie
Günter Pfitzmann was de zoon van Erich en Charlotte Pfitzmann. Zijn broer was Karl-Heinz Pfitzmann. In 1942 slaagde hij voor zijn eindexamen en werd vervolgens opgeroepen voor de Wehrmacht. Door een blessure aan zijn been kon hij niet sporten zoals oorspronkelijk bedoeld. Pfitzmann wendde zich vervolgens tot acteren en nam acteerlessen van Fritz Kirchhoff aan de toneelschool Der Kreis in Berlijn-Charlottenburg.
Al tijdens zijn opleiding (1945-1947) kreeg hij rollen in negen toneelstukken in het Landestheater Mark Brandenburg, dat toen speelde in het Theater des Neuen Palais van Schloss Sanssouci in Potsdam. Zijn theatercarrière begon in Berlijn in 1952 bij de Komödie, waar hij in 1985 een einde aan maakte. Gedurende deze tijd speelde hij ook in het Theater am Kurfürstendamm, de Freie Volksbühne, het Hebbel Theater en het Berlijnse Theater.
Günter Pfitzmann was een van de stichtende leden van de Berlijnse cabaretgroep Die Stachelschweine, met wie hij van 1949 tot 1957 en vervolgens opnieuw in 1965 optrad voor het openingsprogramma van het nieuwe cabarettheater in het Berlijnse Europa Center. Als onderdeel van zijn acteercarrière speelde hij de Berliner mit Herz und Schnauze in meer dan 50 films en televisieseries.
Zijn vroege films waren onder meer Der Hauptmann und sein Held (1955), Dr. Crippen lebt (1958), Hunde, wollt ihr ewig leben (1958) en vooral Die Brücke (1959). Hij speelde ook een hoofdrol in de Edgar Wallace-film Der Zinker (1963).
De eerste televisieserie met hem als hoofdrolspeler was Am grünen Strand der Spree (1960), gebaseerd op het gelijknamige boek van Hans Scholz. Hij speelde acteur Bob Arnoldis. Andere hoofdrolspelers waren Bum Krüger, Werner Lieven, Malte Jaeger, Peter Pasetti en Elisabeth Müller. Daarna volgde Gestatten, mein Name ist Cox (1961), gebaseerd op het boek van Rolf en Alexandra Becker. Naast Ellen Schwiers speelde ook zijn collega Wolfgang Neuss in de eerste afleveringen aan zijn zijde.
Na de jaren 1960 verscheen Pfitzmann bijna uitsluitend in tv-bewerkingen. Hij had gastoptredens in de serie Das Kriminalmuseum (1968) (de eerste misdaadserie die op ZDF werd uitgezonden), in de familieserie Die Unverbesserlichen (met Inge Meysel en Joseph Offenbach), in PS - Geschichten ums Auto (1975), in de Tatort-aflevering Feuerzauber (1977), in de serie Ein Mann will nach oben (1978) met Ursela Monn en Mathieu Carrière van Hans Fallada, in de doktersreeks Klinik unter Palmen (1996) en in Traumschiff (2000). Zijn bekendste serierollen op televisie waren die van Otto Krüger uit de serie Drei Damen vom Grill (1977-1985), die van Dr. Brockmann uit de serie Praxis Bülowbogen (1987-1996) en die van Richard Kaiser in de familieserie Der Havelkaiser (1994-2000). Zijn laatste televisieoptreden had hij in 2002 als patiënt in de doktersserie In aller Freundschaft.
Een van de hoogtepunten van Pfitzmanns carrière was zijn deelname aan de musical My Fair Lady, waar hij optrad als Professor Henry Higgins in zowel Hamburg als Berlijn. Als conferencier vergezelde hij in de jaren 1970 de (Engelstalige) komiek Marty Feldman op zijn tournee door Duitsland.
Naast theater, film en televisie werkte Pfitzmann ook als stemacteur. Hij had hoofdrollen in films als Vingt mille lieues sous les mers (Kirk Douglas), Pepé le Moko (Jean Gabin) of Around the World Under the Sea (Lloyd Bridges). In de hernieuwde synchronisatie van Asterix de Galliër (1967) sprak hij Obelix, evenals in de hoorspelserie Asterix 1986-1992, geproduceerd door EUROPA. Fans zagen ook Günter Pfitzmann als spreker in de hoorspelseries Die drei ??? en TKKG. In de fantasyfilm Time Bandits uit 1981 vertolkte Pfitzmann de dwerg Randall. Daarnaast gebruikte Pfitzmann zijn sonore stem als testimonial voor het filmen van tv-commercials voor het alcoholische pralinemerk Edle Tropfen. Pfitzmann vertolkte als zanger het lied Irgendwo ist immer noch was offen in Berlin, een stuk van componist Klaus Günter Neumann dat vertelt over het bruisende nachtleven van de Duitse stad.
In maart 1999 bracht Günter Pfitzmann samen met Herbert Köfer het muziekalbum Mit Herz & Schnauze uit, dat individuele vocale interpretaties en gezamenlijke duetten van Pfitzmann en Köfer bevatte. In hetzelfde jaar richtte hij samen met Harald Juhnke en Walter Plathe het Zille Museum in Berlijn op.
Hij maakte zijn laatste film in 2001, geregisseerd door Ulrich König, in de film Die Meute der Erben van Gaby Hauptmann als aannemer Arno Adelmann in de hoofdrol. In 2002 trad hij op als gastacteur in twee afleveringen van de serie, hij had zijn laatste tv-optreden als patiënt in de ARD-ziekenhuisserie In aller Freundshaft (aflevering 162: Eine heikle Entscheidung).

## Verdere activiteiten
- In 1987 gaf Pfitzmann een 40 minuten durend interview aan Joachim Fuchsberger in het kader van de tv-serie Heut' Abend.
- Pfitzmann nam in 2001 deel aan de Buddy Bear Berlin Show. Samen met zijn vrouw Lilo ontwierp hij een beer die twee jaar voor het Theater am Kurfürstendamm stond. In januari 2003 werd deze beer in aanwezigheid van het echtpaar Pfitzmann in de Mercedes World op de Salzufer geveild ten voordele van Berlijnse kinderhulporganisaties.
- Een schoolvriend van Günter Pfitzmann was Gerd E. Schäfer, die in de DDR bekend werd als Maxe Baumann en die ook kleinere optredens had in Pfitzmanns series Praxis Bülowbogen, Berliner Weisse mit Schuss en Der Havelkaiser.
- Pfitzmann zou oorspronkelijk een ticket hebben geboekt voor Air France Concorde-vlucht 4590 op 25 juli 2000 naar New York om van daaruit aan boord te gaan van het cruiseschip Deutschland om als entertainer op te treden. Vanwege een hartaanval medio april annuleerde hij de vlucht en volgens berichten in de media ontsnapte Pfitzmann aan de crash waarbij alle passagiers omkwamen. Het verhaal is inconsequent gepresenteerd in de pers. De rederij sprak de informatie dat Pfitzmann er überhaupt bij betrokken was gedeeltelijk tegen. Bovendien werd betwijfeld of er überhaupt tickets waren geboekt.

## Privéleven en overlijden
Pfitzmann was eerst kort getrouwd met de actrice Karin Hübner en sinds 1964 met Lilo Giebken, waarmee hij twee zoons had. Hij woonde tot aan zijn dood in zijn villa in Berlijn-Schlachtensee. Hij overleed op 30 mei 2003 op de leeftijd van 79 jaar aan de gevolgen van een hartaanval en werd bijgezet op de Waldfriedhof Zehlendorf in Berlijn-Nikolassee. Op 15 oktober 2018 werd een Berlijnse gedenkplaat onthuld op de voormalige locatie voor de Praxis Bülowbogen-show, Berlin-Schöneberg, Zietenstrasse 22.

## Filmografie

### Bioscoop
- 1950: Nur eine Nacht
- 1952: Die Spur führt nach Berlin
- 1954: Emil und die Detektive
- 1955: Oberwachtmeister Borck
- 1955: Der Hauptmann und sein Held
- 1955: Ihr Leibregiment
- 1956: Spion für Deutschland
- 1956: Jede Nacht in einem anderen Bett
- 1957: Siebenmal in der Woche
- 1958: Das verbotene Paradies
- 1958: Dr. Crippen lebt
- 1958: Herz ohne Gnade
- 1958: Ich werde dich auf Händen tragen
- 1958: Taiga
- 1958: Hunde, wollt ihr ewig leben
- 1958: Nick Knattertons Abenteuer
- 1959: Die Brücke
- 1959: Abschied von den Wolken
- 1959: Drillinge an Bord
- 1959: Nacht fiel über Gotenhafen
- 1960: Heldinnen
- 1960: Die Brücke des Schicksals
- 1961: Das Wunder des Malachias
- 1961: Immer Ärger mit dem Bett
- 1961: Auf Wiedersehen
- 1962: Nachts ging das Telefon
- 1963: Der Zinker
- 1967: Geständnis eines Mädchens
- 1971: Der Kapitän
- 1975: Lieb Vaterland magst ruhig sein
- 1979: Warum die UFOs unseren Salat klauen

### Televisie (selectie)
- 1959: Straße der Gerechten
- 1960: Am grünen Strand der Spree (meerdelige serie)
- 1961: Gestatten, mein Name ist Cox (13 afleveringen)
- 1964: Der Doktor
- 1965: Gestatten, mein Name ist Cox (seizoen 2)
- 1966: Wilhelmina (6 afleveringen)
- 1968: Das Kriminalmuseum - Die Postanweisung (tv-serie)
- 1969: Tagebuch eines Frauenmörders
- 1970: Die unverbesserlichen - und die Liebe
- 1971: Die unverbesserlichen - und ihr Stolz
- 1971: Wer kennt diesen Mann?
- 1972: Die Schöngrubers (13 afleveringen)
- 1973: Lokaltermin - Dein Eid ist Meineid
- 1973: Der Nervtöter
- 1975: Beschlossen und verkündet - Ehrenmänner
- 1975–1976: PS – Geschichten um das Auto
- 1977: Tatort: Feuerzauber
- 1977–1986: Drei Damen vom Grill (83 afleveringen)
- 1978: Ein Mann will nach oben
- 1979: Die Koblanks (13 afleveringen)
- 1980: Bühne frei für Kolowitz (tv-spel)
- 1984–1994: Berliner Weiße mit Schuß
- 1986: Das Traumschiff - Thailand
- 1987–1996: Praxis Bülowbogen (107 afleveringen)
- 1989–1992: Der Millionenerbe (12 afleveringen)
- 1993: Glückliche Reise - Neuseeland
- 1994–2000: Der Havelkaiser (11 afleveringen)
- 1997: Röpers letzter Tag
- 1998: Letzte Chance für Harry
- 1999: Das Traumschiff – Bali
- 2000: Sleepy
- 2000: Ein lasterhaftes Pärchen
- 2001: Die Meute der Erben
- 2002: Heimatgeschichten - Zwei vom gleichen Schlag
- 2002: In aller Freundschaft - Eine heikle Entscheidung

## Hoorspelen
- 1953: Heinz Oskar Wuttig: Nachtstreife (Otto) – Regie: Peter Thomas (origineel hoorspel – RIAS Berlin)
- 1954: Erich Wildberger: Ring über Ostkreuz (2 Teile) (Kurt Seifert) – Regie: Curt Goetz-Pflug (SFB)
- 1955: Wolfdietrich Schnurre: Spreezimmer möbliert (Albert, Referendar) – Regie: Hanns Korngiebel (RIAS Berlin)
- 1963: Horst Pillau: Der Doktor – Regie: Günther Schwerkolt (SFB)
- 1984: Europa-hoorspel: Larry Brent - Atomgespenster
- 1985: Europa-hoorspel: Die drei ??? und der heimliche Hehler

- Biblioteca Nacional de España: XX1539585
- Bibliothèque nationale de France: cb16751966w (data)
- Gemeinsame Normdatei: 128645601
- International Standard Name Identifier: 0000 0000 5935 148X
- Library of Congress Control Number: no2015132911
- MusicBrainz: 210f5bdf-586e-4f78-9356-4b716674ed9f
- Virtual International Authority File: 20741262
- WorldCat: E39PBJxhtwTtR6W68Xpp97xxDq